# オボ
オボは、群馬県、新潟県に伝わる妖怪。同じ名前でも内容は全く異なる。

## 概要
群馬県利根郡柿平
イタチが化けたような妖怪で、人が道を歩いていると、足にまとわりついて歩く邪魔をする。放っておくととても歩くどころではないので、刀の下げ緒、着物の小褄などを切って与えることで足から離れさせることができるという。
かつて、利根郡利根の山から小学校に通っている少年が、下校際に17時頃に山道を登り始めたところ、道端の草むらから赤ん坊の産声のような声が聞こえた。恐怖した少年が駆け去ろうとしたところ、声はますます大きくなった。ようやく家へ帰り着いて祖父に事情を話したところ、祖父が言うには、その声はオボの泣き声だということであった。
新潟県南魚沼郡
民族学研究所の書籍『綜合日本民族語彙』などに記述のある怪獣。まだ新しい墓を暴き、亡者の脳髄を食らうとされる。山犬のこととの説もあるが、人に姿を見せない神秘的な獣ともいわれる。また、佐渡島では「ウブ」と呼ばれ、嬰児の死んだ者や、堕ろした子を捨てたものがなるとされ、大きな蜘蛛の形で赤子のように泣き、人に追いすがって命をとる。履いている草履の片方をぬいで肩越しに投げ、「お前の母はこれだ」と言えば害を逃れられるという。